# Оплечный Деисус (икона Успенского собора Московского Кремля)
Оплечный Деисус — русская икона домонгольского периода. Находится в собрании Государственной Третьяковской галереи.

## История
Икона датируется концом XII века (И. Э. Грабарь, В. И. Антонова) или первой третью XIII века (В. Н. Лазарев, Г. С. Колпакова). Происхождение иконы связывают с Владимирской Русью на основе близости черт лица Богородицы на Деисусе с ликом Боголюбской иконы. Находилась в Успенском соборе Московского Кремля над гробницей святителя Филиппа. Реставрировалась в XVI веке.
В Третьяковскую галерею икона поступила из Оружейной палаты в 1936 году. В тот же год была раскрыта И. А. Барановым.

## Иконография
Как и икона «Спас Эммануил с ангелами» Оплечный Деисус был написан для украшения алтарной преграды, но уступает ей по художественному исполнению:
Лица здесь лишены тонкой одухотворённости, их исполнение обнаруживает руку гораздо менее искусного мастера, придерживавшегося довольно архаических традиций.
Фигуры на иконе представлены в небольших поворатах, лики Богородицы и Иоанна Предтечи изображены крупнее лика Спаса, что делает его образ немного удалённым в глубину. На голове Богородицы красновато-коричневый с желтой каймой мафорий под которым виден тёмно-синий чепец. Иисус Христос облачён в коричневый хитон и тёмно-зелёный гиматий. Иоанн Предтеча одет во власяницу одного цвета с гиматием Христа.
На ликах Христа и Предтечи оригинальный красочный слой утрачен (на лике Иисуса краска стёрта до доски и на лике есть поздние заделки рыжеватого тона). Лик Богородицы сохранился лучше, хотя так же имеет утраты живописи верхних слоёв. Справа от лика Богородицы сохранился фрагмент древней надписи, выполненной чёрной краской.
Икона написана на липовой доске, состоящей из трёх горизонтальных частей. Шпонка набита кованными гвоздями. Иконная доска с ковчегом, без паволоки (на полях левкас XVI века положен на паволоку).